# فهرست روزنامه‌های افغانستان
افغانستان پس از سقوط طالبان شاهد ایجاد روزنامه‌های متعددی بوده‌است.
تعدادی از روزنامه‌های در حال چاپ در کابل:
- روزنامه اطلاعات روز [۱]
- روزنامه افغانستان [۲]
- روزنامه آوتلوک افغانستان [۳]
- روزنامه ۸ صبح
- روزنامه اراده
- روزنامه انیس
- روزنامه آرمان ملی
- روزنامه چراغ
- روزنامه اخبار روز
- روزنامه اصلاح
- روزنامه هیواد
- روزنامه راه نجات
- روزنامه ویسا
- روزنامه سخن جدید